# 藤平尚真
藤平 尚真（ふじひら しょうま、1998年9月21日 - ）は、千葉県富津市出身のプロ野球選手（投手）。右投右打。東北楽天ゴールデンイーグルス所属。 

## 経歴

### プロ入り前
富津市立吉野小学校1年の時から野球を始めると、5年の時に出場した第25回全国小学生陸上競技交流大会千葉県選考会では、ソフトボール投げで大会新記録の71m13cmを樹立して優勝。ただし、千葉県代表として出場した全国大会では、68m30cmで18位にとどまった。
小学6年の時、千葉ロッテマリーンズジュニアチームに選抜されるとNPB12球団ジュニアトーナメントで優勝。富津市立大貫中学校時代では、千葉市リトルシニアに所属しながら、石原彪などと共にU-15日本代表に選抜された。中学3年の時には陸上のジュニアオリンピックにて走り高跳びで優勝し、全日本中学校陸上競技選手権大会では2位に入賞している。リトルシニアの1学年上には郡司裕也がいる。
横浜高等学校進学後は、1年の時の春からベンチ入りを果たすと、1年時の秋からエースの座を確保した。2年の時の神奈川大会では決勝まで進んだが、小笠原慎之介、吉田凌、豊田寛を擁する東海大学付属相模高等学校に敗れ、準優勝。2年の時の秋には神奈川県大会を制したが、関東大会の初戦・常総学院高等学校のU-15代表でチームメイトだった鈴木昭汰との投げ合いに敗れた。3年の時の夏に神奈川県大会を制すると、第98回全国高等学校野球選手権大会初戦の東北高等学校戦で、7回途中まで13奪三振1失点と好投。2回戦で寺島成輝擁する履正社高等学校に敗れたが、2試合通算で13回を投げて、20奪三振、防御率0.69という好成績を残した。大会終了後に開催されたWBSC U-18ワールドカップにも日本代表の一員として出場した。2学年先輩に淺間大基、髙濱祐仁、渡邊佳明、伊藤将司、同学年に石川達也、1学年後輩に増田珠、福永奨、2学年後輩に万波中正、土生翔太がいる。
2016年度NPBドラフト会議にて東北楽天ゴールデンイーグルスから単独で1巡目指名を受け、契約金1億円、年俸1500万円（金額は推定）で入団。背番号は、野村克也が監督を退任した2009年から空番として扱われていた19。入団会見では「チームの中心選手になれるよう気持ちをもってやりたいです」という抱負を述べた。

### 楽天時代
2017年は春季キャンプを一軍でスタートするも、試合をメインとした遠征が始まる2月12日からは二軍調整となった。イースタン・リーグでは11試合の登板で1勝2敗・防御率3.35、51回を投げて58奪三振を記録すると、6月16日の阪神タイガース戦でプロ初登板初先発。5回5安打2四死球0奪三振2失点の内容でプロ初黒星を喫し、翌17日に出場選手登録を抹消された。二軍では、7月13日に開催されたフレッシュオールスターに選出されており、イースタン・リーグ選抜の2番手として1イニングを投げ、2奪三振を含む三者凡退の好投で優秀選手賞を受賞した。8月6日の千葉ロッテマリーンズ戦で2度目の一軍先発登板となり、6回2失点と好投したが、打線の援護がなく敗戦投手となり、翌7日に登録抹消。8月22日のロッテ戦に先発すると、5回2安打1四球7奪三振無失点の内容でプロ初勝利を挙げた。翌23日に出場選手登録を抹消されたものの、9月5日の北海道日本ハムファイターズ戦に先発すると、シーズン終盤は先発ローテーション入り。ルーキーイヤーは一軍で8試合に先発登板し、3勝4敗・防御率2.28を記録した。また、二軍では17試合の登板で3勝4敗・防御率2.96を記録し、イースタン・リーグの優秀選手賞を受賞。ポストシーズンではリリーフ待機となり、福岡ソフトバンクホークスとのCSファイナルステージ第5戦に登板し、2回2/3を1失点に抑えた。オフに300万円増となる推定年俸1800万円で契約を更改した。
2018年は開幕ローテーション入りを果たし、開幕からの3先発では1勝1敗・防御率1.47を記録。ただ、その後は2試合連続で5失点以上を喫し、続く5月13日のオリックス・バファローズ戦では、3イニング連続で満塁のピンチを招き、3回4安打5四死球1失点で降板となり、翌14日に出場選手登録を抹消された。その後は二軍調整が続いたが、美馬学が右肘痛で登板を回避した8月9日の日本ハム戦に代役で先発すると、7回無失点の好投で勝利投手。9月17日のロッテ戦では9回3安打3四球3奪三振2失点の内容でプロ初の完投勝利を挙げるなど、シーズン終了まで先発ローテーションを守り、この年は14試合の先発登板で4勝7敗・防御率4.43を記録。オフに現状維持となる推定年俸1800万円で契約を更改した。
2019年は2年連続で開幕ローテーション入りを果たし、ロッテとの開幕3戦目でシーズン初登板初先発となったが、2回1/3で72球を要し、4安打4四死球3失点の乱調で降板。続く4月7日のオリックス戦でも2回で40球を要し、1安打2四球1失点で降板となり、翌8日に出場選手登録を抹消された。二軍では投球フォームの矯正に取り組み、イースタン・リーグで13試合に登板し、5勝2敗・防御率2.88を記録すると、8月5日のロッテ戦で一軍先発機会を得たが、味方の拙守もあり、4回1/3を6失点で敗戦投手。翌6日に出場選手登録を抹消されて以降の一軍登板はなく、この年は3試合の登板で0勝1敗・防御率10.38という成績に終わった。ただ、二軍では規定投球回に到達し、19試合の登板で9勝2敗・防御率2.91、イースタン・リーグトップの勝率.818を記録し、勝率第一位のタイトルを獲得。オフに300万円減となる推定年俸1500万円で契約を更改した。
2020年は新型コロナウイルスの影響で120試合制の短縮シーズンとなり、開幕も6月19日に延期されたが、3年ぶりに開幕二軍スタート。イースタン・リーグでは3試合に登板し、1勝0敗・防御率3.46を記録すると、7月26日のオリックス戦でシーズン初登板初先発となったが、初回無死二塁の場面で大城滉二に頭部への死球を与え、わずか7球で危険球退場となった。翌27日に出場選手登録を抹消されて以降は公式戦登板から離れ、9月4日の二軍戦で約1か月ぶりの公式戦登板。この試合も含めて、短いイニングでの登板が続き、登録抹消後初めて5イニングを投げたのは、10月22日の二軍戦であった。この年の一軍登板は前述の1試合のみに終わり、オフに300万円減となる推定年俸1200万円で契約を更改した。
2021年も開幕を二軍で迎え、イースタン・リーグでは開幕から6先発で0勝5敗・防御率9.15と振るわず、5月25日の登板を最後に公式戦登板から離れ、6月30日の二軍戦でリリーフとして約1か月ぶりの公式戦登板。その後もリリーフ起用が続き、防御率を6.91まで良化させると、9月14日の二軍戦では先発登板したものの、3回4失点で敗戦投手となった。この年は二軍でも18試合の登板で0勝6敗・防御率7.16という成績に終わり、プロ入り後初の一軍登板ゼロ。オフに背番号が46へ変更となり、11月30日の契約更改交渉では、200万円減となる推定年俸1000万円でサインした。
2022年、春季キャンプは二軍スタートであったものの、3月8日に一軍へ合流すると、オープン戦では4試合・計4イニングを投げ、3安打無四死球3奪三振1失点に抑え、リリーフとして開幕一軍入り。開幕から3登板で防御率3.00を記録していたが、4月18日に出場選手登録を抹消された。5月まで二軍でリリーフ起用が続いたものの、6月1日の二軍戦では先発登板。この試合を含めて4先発で2勝0敗・防御率3.79を記録すると、7月18日のロッテ戦でシーズン初先発となり、4回1失点で勝敗は付かなかった。その後は登録抹消と再登録を2度繰り返しながらも一軍先発登板を重ね、シーズン4度目の先発となった8月21日のロッテ戦では6回途中無失点と好投し、一軍では自身1434日ぶりとなる白星を挙げた。翌22日に出場選手登録を抹消され、9月1日のオリックス戦に先発したが、3回途中4失点（自責点3）で降板。翌2日の登録抹消以降の一軍登板は無かったものの、この年は8試合（5先発）の登板で1勝0敗・防御率3.97を記録した。オフに現状維持となる推定年俸1000万円で契約を更改した。
2023年は春季キャンプ・オープン戦とアピールを続け、自身5年ぶりの開幕ローテーション入り。日本ハムとの開幕3戦目でシーズン初登板初先発となり、6回1失点でシーズン初勝利を挙げた。週5試合が続く変則日程や調整が遅れていた岸孝之の先発登板日が決まっていたチーム事情もあり、藤平は翌4月3日に登録抹消。その後は再登録と登録抹消を3度繰り返し、この年は11試合の先発登板で2勝4敗・防御率4.44という成績であった。シーズン終了後には、今江敏晃新監督が藤平にリリーフ転向を打診。後に今江監督は、その理由を「（藤平は）ストイックな選手。探究心が強すぎる余り、1週間の間にいろいろと考えすぎていた」「中継ぎとして毎日試合に入って、毎日ボールを握っている方が彼はいいんじゃないか、合ってるんじゃないかと思った」と明かした。オフに450万円増となる推定年俸1450万円で契約を更改した。
2024年はリリーフとして開幕を一軍で迎え、4月11日のオリックス戦でプロ初ホールドを記録。ただ、5月8日のオリックス戦で緊急降板し、翌9日に出場選手登録を抹消され、5月11日に仙台市内の病院で左内腹斜筋2度損傷と診断された。6月8日の二軍戦で実戦復帰、同25日には一軍復帰を果たし、本人は「周りに追いつきたい気持ちが強い分、過労はしていた」と春季キャンプからのオーバーワークを自覚しており、調整方法も変更。後半戦は勝ちパターンに定着し、10月8日の日本ハム戦では2点リードの9回表を任され、2奪三振を含む三者凡退に抑え、プロ初セーブを挙げた。この年は47試合の登板で0勝1敗20ホールド1セーブ・防御率1.75とブレークを果たし、シーズン終了後には日本代表として第3回プレミア12に出場（詳細後述）。オフに2550万円増となる推定年俸4000万円で契約を更改した。
2025年も開幕を一軍で迎え、勝ちパターンとして起用された。守護神の則本昂大は開幕から5度のセーブ機会を全て成功させながらも、同点時では2度の救援失敗があり、4月下旬から藤平が抑えを務めるようになったが、4月27日のソフトバンク戦で1点リードの9回表から登板し、先頭の柳町達に同点ソロ本塁打を被弾。続く5月1日の西武戦では同点の9回裏から登板し、イニングを跨いだ10回裏は無死二塁から右前安打を許し、打球を処理した小郷裕哉の送球が乱れ、ボールは三塁ベンチ前へ転がったが、カバーに入るべき藤平がボールから目を切っており、三塁でストップしていた二塁走者が生還してサヨナラ負け。開幕から11試合に登板し、0勝1敗5ホールド2セーブ・防御率3.72という成績で翌2日に出場選手登録を抹消された。

## 代表経歴

### 第3回プレミア12
2024年10月9日、第3回プレミア12の日本代表に選出されたことが発表された。
同大会ではチーム最多の6試合に登板し、0勝0敗1セーブ・防御率0.00、計6イニングで被安打4・12奪三振と躍動した。

## 選手としての特徴
| 球種       | 配分 % | 平均球速 km/h | 被打率 |
| ---------- | ------ | ------------- | ------ |
| ストレート | 62.0   | 150.7         | .176   |
| フォーク   | 32.5   | 139.7         | .154   |
| カーブ     | 05.1   | 122.5         | .429   |
| スライダー | 00.4   | 139.7         | -      |

最速156km/hのストレートとフォークを武器に高い奪三振能力を誇る。2024年シーズンのK%は、30イニング以上を投げた投手でリーグ2位となる31.9%を記録した。
プロ入り後の7シーズンは、先発ローテーションの柱として期待され続けたが、45登板（42先発）で10勝16敗・防御率4.27。高校時代からの持ち球であるフォーク・スライダー・カーブに加えて、チェンジアップ、シュート、カットボールと新球種に取り組んだり、投球フォームのマイナーチェンジを繰り返したり、投球のテンポも速めるためロージンを触る回数を少なくしたりするなど、試行錯誤を続けたものの、先発としては思うような成績を残せなかった。

## 詳細情報

### 年度別投手成績
| 年 度     | 球 団     | 登 板 | 先 発 | 完 投 | 完 封 | 無 四 球 | 勝 利 | 敗 戦 | セ 丨 ブ | ホ 丨 ル ド | 勝 率 | 打 者 | 投 球 回 | 被 安 打 | 被 本 塁 打 | 与 四 球 | 敬 遠 | 与 死 球 | 奪 三 振 | 暴 投 | ボ 丨 ク | 失 点 | 自 責 点 | 防 御 率 | W H I P |
| --------- | --------- | ----- | ----- | ----- | ----- | -------- | ----- | ----- | -------- | ----------- | ----- | ----- | -------- | -------- | ----------- | -------- | ----- | -------- | -------- | ----- | -------- | ----- | -------- | -------- | ------- |
| 2017      | 楽天      | 8     | 8     | 0     | 0     | 0        | 3     | 4     | 0        | 0           | .429  | 176   | 43.1     | 30       | 2           | 15       | 0     | 4        | 44       | 0     | 0        | 12    | 11       | 2.28     | 1.04    |
| 2018      | 楽天      | 14    | 14    | 1     | 0     | 0        | 4     | 7     | 0        | 0           | .364  | 361   | 81.1     | 65       | 17          | 54       | 1     | 3        | 68       | 6     | 1        | 43    | 40       | 4.43     | 1.46    |
| 2019      | 楽天      | 3     | 3     | 0     | 0     | 0        | 0     | 1     | 0        | 0           | .000  | 45    | 8.2      | 9        | 4           | 7        | 0     | 3        | 6        | 0     | 0        | 10    | 10       | 10.38    | 1.85    |
| 2020      | 楽天      | 1     | 1     | 0     | 0     | 0        | 0     | 0     | 0        | 0           | ----  | 2     | 0.0      | 1        | 0           | 0        | 0     | 1        | 0        | 0     | 0        | 2     | 2        | ----     | ----    |
| 2022      | 楽天      | 8     | 5     | 0     | 0     | 0        | 1     | 0     | 0        | 0           | 1.000 | 94    | 22.2     | 15       | 0           | 12       | 0     | 0        | 17       | 3     | 0        | 11    | 10       | 3.97     | 1.19    |
| 2023      | 楽天      | 11    | 11    | 0     | 0     | 0        | 2     | 4     | 0        | 0           | .333  | 231   | 50.2     | 50       | 5           | 27       | 0     | 1        | 42       | 5     | 0        | 35    | 25       | 4.44     | 1.52    |
| 2024      | 楽天      | 47    | 0     | 0     | 0     | 0        | 0     | 1     | 1        | 20          | .000  | 182   | 46.1     | 29       | 4           | 12       | 2     | 3        | 58       | 3     | 0        | 11    | 9        | 1.75     | 0.88    |
| 通算：7年 | 通算：7年 | 92    | 42    | 1     | 0     | 0        | 10    | 17    | 1        | 20          | .370  | 1091  | 253.0    | 199      | 32          | 127      | 3     | 15       | 235      | 17    | 1        | 119   | 107      | 3.81     | 1.29    |

- 2024年度シーズン終了時

### WBSCプレミア12での投手成績
| 年 度 | 代 表 | 登 板 | 先 発 | 勝 利 | 敗 戦 | セ ｜ ブ | 打 者 | 投 球 回 | 被 安 打 | 被 本 塁 打 | 与 四 球 | 敬 遠 | 与 死 球 | 奪 三 振 | 暴 投 | ボ ｜ ク | 失 点 | 自 責 点 | 防 御 率 |
| ----- | ----- | ----- | ----- | ----- | ----- | -------- | ----- | -------- | -------- | ----------- | -------- | ----- | -------- | -------- | ----- | -------- | ----- | -------- | -------- |
| 2024  | 日本  | 6     | 0     | 0     | 0     | 1        | 23    | 6.0      | 4        | 0           | 0        | 0     | 1        | 12       | 0     | 0        | 0     | 0        | 0.00     |

### 年度別守備成績
| 年 度 | 球 団 | 投手  | 投手  | 投手  | 投手  | 投手  | 投手     |
| 年 度 | 球 団 | 試 合 | 刺 殺 | 補 殺 | 失 策 | 併 殺 | 守 備 率 |
| ----- | ----- | ----- | ----- | ----- | ----- | ----- | -------- |
| 2017  | 楽天  | 8     | 2     | 5     | 1     | 1     | .875     |
| 2018  | 楽天  | 14    | 1     | 12    | 1     | 0     | .929     |
| 2019  | 楽天  | 3     | 0     | 0     | 0     | 0     | ----     |
| 2020  | 楽天  | 1     | 0     | 0     | 0     | 0     | ----     |
| 2022  | 楽天  | 8     | 0     | 4     | 0     | 0     | 1.000    |
| 2023  | 楽天  | 11    | 3     | 6     | 1     | 0     | .900     |
| 2024  | 楽天  | 47    | 2     | 7     | 0     | 1     | 1.000    |
| 通算  | 通算  | 92    | 8     | 34    | 3     | 2     | .933     |

- 2024年度シーズン終了時

### 記録
初記録
投手記録
- 初登板・初先発登板：2017年6月16日、対阪神タイガース1回戦（阪神甲子園球場）、5回2失点で敗戦投手[16]
- 初奪三振：2017年8月6日、対千葉ロッテマリーンズ15回戦（Koboパーク宮城）、2回表に田村龍弘から空振り三振
- 初勝利・初先発勝利：2017年8月22日、対千葉ロッテマリーンズ16回戦（ZOZOマリンスタジアム）、5回無失点[24]
- 初完投勝利：2018年9月17日、対千葉ロッテマリーンズ20回戦（ZOZOマリンスタジアム）、9回2失点[43]
- 初ホールド：2024年4月11日、対オリックス・バファローズ3回戦（京セラドーム大阪）、7回裏に2番手で救援登板、1回無失点[115]
- 初セーブ：2024年10月8日、対北海道日本ハムファイターズ25回戦（楽天モバイルパーク宮城）、9回表に3番手で救援登板・完了、1回無失点[122]

打撃記録
- 初打席：2017年6月16日、対阪神タイガース1回戦（阪神甲子園球場）、3回表に岩貞祐太から投前犠打

### 背番号
- 19（2017年[10] - 2021年）
- 46（2022年[77] - ）

### 代表歴
- U-15 アジアチャレンジマッチ2013
- 第11回 BFA U-18アジア選手権大会
- 2024 WBSCプレミア12 日本代表